# The Warrior Strain
The Warrior Strain er en britisk stumfilm fra 1919 af Floyd Martin Thornton.

## Medvirkende
- Sydney Wood som Billy
- Harry Agar Lyons som William Halsford
- J. Edwards Barker som Baron Housen
- William Parry
- Evelyn Boucher